# ارسلان‌باب
ارسلان‌باب (به لاتین: Arslanbob) یک منطقهٔ مسکونی در قرقیزستان است که در شهرستان بازارقرغون واقع شده‌است. ارسلان‌باب ۱۱٬۲۹۱ نفر جمعیت دارد و ۱٬۶۰۰ متر بالاتر از سطح دریا واقع شده‌است.